# Criptografia neuronal

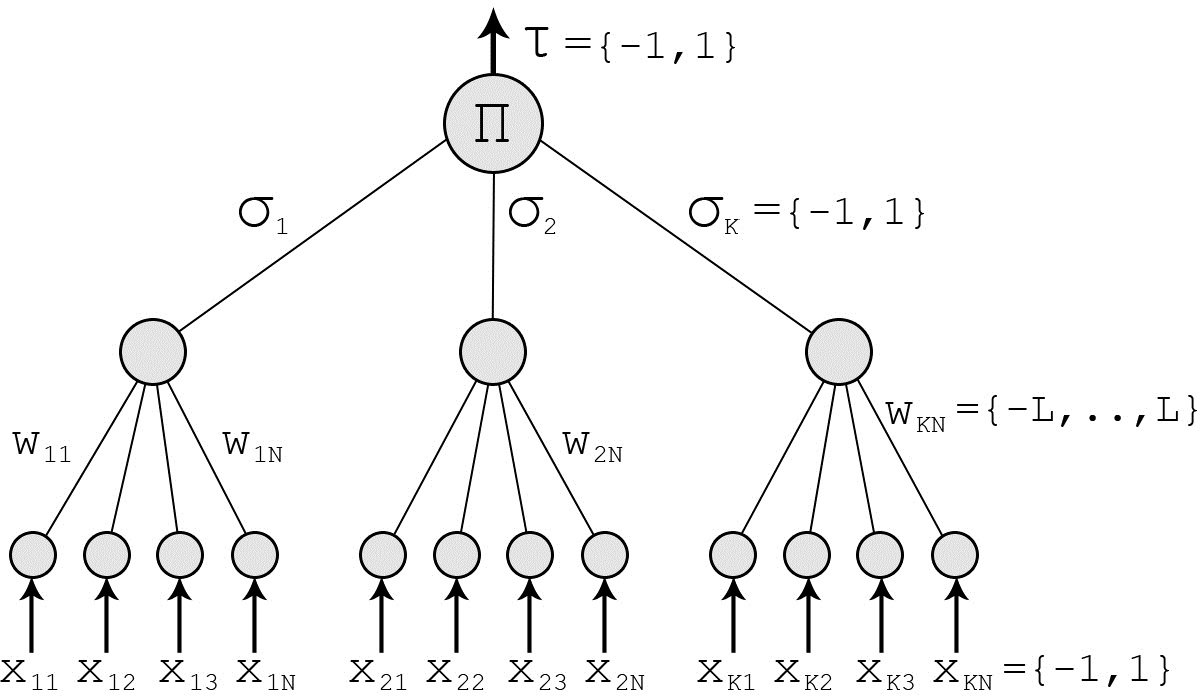
Màquina de paritat d'arbres

La criptografia neuronal és una branca de la criptografia dedicada a analitzar l'aplicació d'algoritmes estocàstics, especialment algorismes de xarxes neuronals artificials, per al seu ús en xifrat i criptoanàlisi.

## Definició
Les xarxes neuronals artificials són ben conegudes per la seva capacitat d'explorar selectivament l'espai de solució d'un problema determinat. Aquesta característica troba un nínxol natural d'aplicació en el camp de la criptoanàlisi. Al mateix temps, les xarxes neuronals ofereixen un nou enfocament per atacar algorismes de xifrat basat en el principi que qualsevol funció podria ser reproduïda per una xarxa neuronal, que és una potent eina computacional provada que es pot utilitzar per trobar la funció inversa de qualsevol criptogràfic.

## Algorisme
Les idees d'aprenentatge mutu, autoaprenentatge i comportament estocàstic de les xarxes neuronals i algorismes similars es poden utilitzar per a diferents aspectes de la criptografia, com ara la criptografia de clau pública, resolent el problema de distribució de claus mitjançant la sincronització mútua de xarxes neuronals, hash o generació de pseudo-nombres aleatoris.
Una altra idea és la capacitat d'una xarxa neuronal per separar l'espai en peces no lineals mitjançant "biaix". Dona diferents probabilitats d'activar o no la xarxa neuronal. Això és molt útil en el cas de la criptoanàlisi.
S'utilitzen dos noms per dissenyar el mateix domini d'investigació: Neurocriptografia i Criptografia Neural.
El primer treball que es coneix sobre aquest tema es remunta a l'any 1995 en una tesi de màster en informàtica.

## Protocol d'intercanvi de claus neuronals
El protocol més utilitzat per a l'intercanvi de claus entre dues parts A i B a la pràctica és el protocol d'intercanvi de claus Diffie-Hellman. L'intercanvi de claus neuronals, que es basa en la sincronització de dues màquines de paritat d'arbre, hauria de ser un reemplaçament segur d'aquest mètode. Sincronitzar aquestes dues màquines és similar a sincronitzar dos oscil·ladors caòtics en comunicacions de caos.

## Aplicacions
El 1995, Sebastien Dourlens va aplicar xarxes neuronals per criptoanalitzar el DES, permetent que les xarxes aprenguessin a invertir les taules S del DES. Es destaca el biaix en DES estudiat mitjançant la criptoanàlisi diferencial per Adi Shamir. L'experiment mostra que es poden trobar al voltant del 50% dels bits de la clau, cosa que permet trobar la clau completa en poc temps. S'han proposat aplicacions de maquinari amb microcontroladors múltiples a causa de la fàcil implementació de xarxes neuronals multicapa en maquinari.
Un exemple de protocol de clau pública el dona Khalil Shihab. Descriu l'esquema de desxifrat i la creació de clau pública que es basen en una xarxa neuronal de retropropagació. L'esquema de xifratge i el procés de creació de clau privada es basen en l'àlgebra de Boole. Aquesta tècnica té l'avantatge d'una petita complexitat de temps i memòria. Un desavantatge és la propietat dels algorismes de retropropagació: a causa dels grans conjunts d'entrenament, la fase d'aprenentatge d'una xarxa neuronal és molt llarga. Per tant, l'ús d'aquest protocol només és teòric fins ara.